# 圣萨瓦教堂
圣萨瓦教堂是塞尔维亚贝尔格莱德的一座塞尔维亚东正教会教堂，是全世界最大的东正教教堂之一，位世界最大教堂之列。该教堂供奉的圣萨瓦，是塞尔维亚东正教会的创始人和中世纪塞尔维亚的重要人物。教堂位于弗拉查尔高原，那是1595年奥斯曼帝国首相思南帕夏焚烧他遗体的地方。它主宰着贝尔格莱德的市容，也许这个城市中最宏伟的建筑。计划中的牧首府位于附近。
1932年，教堂重建工程开始，这一突然的决定在两次世界大战期间的南斯拉夫引发了一场重要的争论。争论的焦点是教堂的规模、设计和象征意义。 新设计旨在复制圣索菲亚大教堂的尺寸和建筑。